# Примарна фибринолиза
Примарна системска фибринолиза је веома ретко обољење крви. Среће се код пацијената који већ болују од карцинома простате или панкреаса, цирозе јетре, а јавља се и при операцијама у подручју мале карлице и простате, јер су ова ткива богата активаторима плазминогена.

## Клиничка слика
Ослобађањем активатора плазминогена из поменутих ткива у циркулацију, настаје активан ензим плазмин, што има за последицу системску хиперплазминемију. Плазмин, осим што разлаже створене тромбе, разграђује фибриноген, FV и FVIII, а настали FDP (продукти разградње фибриногена) коче полимеризацију фибрина. Смањење поменутих фактора коагулације, а посебно фибриногена, лиза насталих тромба и антикоагулантно дејство FDP значајно ремете хемостатски процес, што се клинички манифестује крварењем.

## Дијагноза
Поставља се на основу анамнезе, клиничке слике, објективног прегледа, лабораторијских анализа (број тромбоцита је обично нормалан, вредности FDP су изразито повећане, еуглобинско време фибринолизе је скраћено).

## Лечење
У лечењу се примењују инхибитори фибринолизе (епсилон-аминокапронска киселина и др.).